# ND Stevenson
ND Stevenson (anteriorment Noelle Stevenson) (Columbia, Estats Units, 31 de desembre de 1991) és un il·lustrador, artista i escriptor de còmics estatunidenc. Els seus pronoms són ell, ella o elli (en anglès, he, she o they). Ha guanyat el premi Eisner i va ser finalista del premi Andre Norton per la novel·la gràfica de fantasia Nimona i la saga Lumberjanes. A més ha estat productor executiu de la sèrie d'animació She-Ra and the Princesses of Power.

## Biografia
Stevenson està casat amb la també autora de novel·les gràfiques Molly Ostertag des del setembre de 2019. Van començar a treballar junts a She-Ra and the Princesses of Power al mateix temps de començar la seva relació. Ostertag va ser clau en la concepció de la sèrie "des dels seus inicis", sent la que està darrere d'un dels majors girs en l'última temporada de la sèrie.
El juliol de 2020, Stevenson va anunciar que era "no-binària, o una cosa semblant", i des de llavors utilitza qualsevol pronom personal. El novembre de 2020, Stevenson va publicar una novel·la gràfica sobre la cirurgia a la qual es va sotmetre. El 31 de març de 2021, Dia Internacional de la Visibilitat Transgènere, Stevenson va declarar que és transmasculina i bigènere.
L'11 d'octubre de 2020, National Coming Out Day, Stevenson va escriure i va il·lustrar la història de la seva sortida de l'armari per a l'Oprah Magazine. Descriu el seu viatge d'acceptació de si mateix, la seva "batalla contra l'existencialisme de gènere de la seva educació evangelica", i va declarar que des dels 23 anys s'havia convertit en ateu.
En una entrevista realitzada a l'agost de 2020, Stevenson va assenyalar que tenia un trastorn bipolar. Al febrer de 2021, va assenyalar en una altra entrevista que era hiperactiu i amb dèficit d'atenció i com això va impactar sobre el seu treball i la seva vida durant la pandèmia del COVID-19.
A l'agost de 2021, Stevenson va canviar el seu nom a ND, com reflecteixen les publicacions CBR, Out Magazine, ComicsBeat, Xtra Magazine, i Bleeding Cool. L'octubre de 2021, Stevenson va declarar que “cada vegada era més conscient de la necessitat practica de tenir un nom nou i menys identificat amb un gènere".

## Educació
Stevenson va assistir al Maryland Institute College of Art Durant el seu tercer any va crear a Nimona, personatge que aviat es va tornar molt popular, com a part d'una tasca per a una de les seves classes, aquesta història d'aventures va ser a més la seva tesi de grau en 2012.

## Carrera
Stevenson va cobrar notorietat primer com a artista de fan art, sota el nom "gingerhaze" a tumblr, reinterpretant personatges del Senyor dels Anells com a hipsters. En 2013 va il·lustrar la portada de la novel·la Fangirl, de Rainbow Rowell. Stevenson és cocreador i coescriptor (#1-17) de la sèrie de còmics Lumberjanes, la qual va obtenir els premis Eisner de millor sèrie nova i millor publicació per a adolescents en el 2015, 20th Century Fox té els drets per a produir-ne la pel·lícula.
Stevenson va començar a autopublicar setmanalment el seu webcómic Nimona en 2012 i tres anys després las va publicar com a novel·la gràfica sota el segell de HarperCollins, als Estats Units. En 2015 el llibre va ser finalista del Premi Nacional del Llibre i en 2016 va guanyar el premi Eisner de millor reimpressió de novel·la gràfica. 20th Century Fox Animation va comprar els drets per a adaptar la història a la pantalla.
Des de 2015 treballa com a escriptor per a Marvel Comics, amb Thor Annual i Runaways. També és part de l'equip d'escriptors de la sèrie animada de Disney Galaxia Wander.
En 2016 va signar un contracte amb DreamWorks Animation per a produir i dirigir la sèrie de dibuixos animats She-Ra and the Princesses of Power, basada en l'obra original de 1985. La primera temporada va ser estrenada a nivell mundial en Netflix el 13 de novembre de 2018.

## Obra
- 2016, Nimona. Océano Travesía (novel·la gràfica).
- 2016, Lumberjanes v. 1 (amb Brooke A. Allen, Grace Ellis i Shannon Watters).
- 2016, Runaways Secret Wars Crossover #1-4 (sèrie limitada de quatre títols, amb Sanford Greene).
- 2018-2020 "She-Ra and the Princesses of Power" (sèrie de Netflix)